# Sinezona pauperata
Sinezona pauperata es una especie de molusco gasterópodo de la familia Scissurellidae. 

## Distribución geográfica
Se encuentra en Nueva Zelanda